# Potato River 156A
Potato River 156A är ett reservat i Kanada.   Det ligger i provinsen Saskatchewan, i den centrala delen av landet, 2 300 km väster om huvudstaden Ottawa.
I omgivningarna runt Potato River 156A växer i huvudsak barrskog. Trakten runt Potato River 156A är nära nog obefolkad, med mindre än två invånare per kvadratkilometer.